# قاموس سويسرا التاريخي

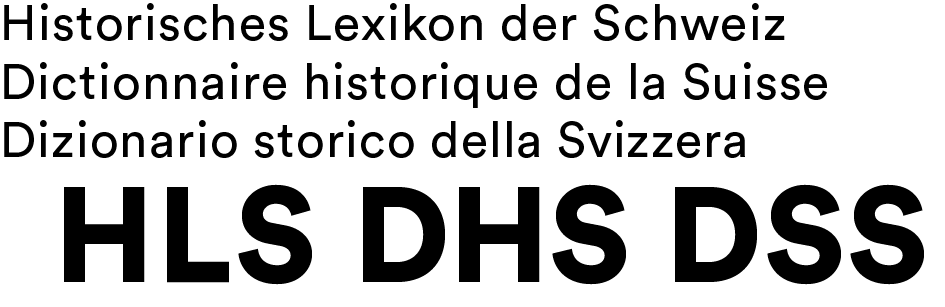

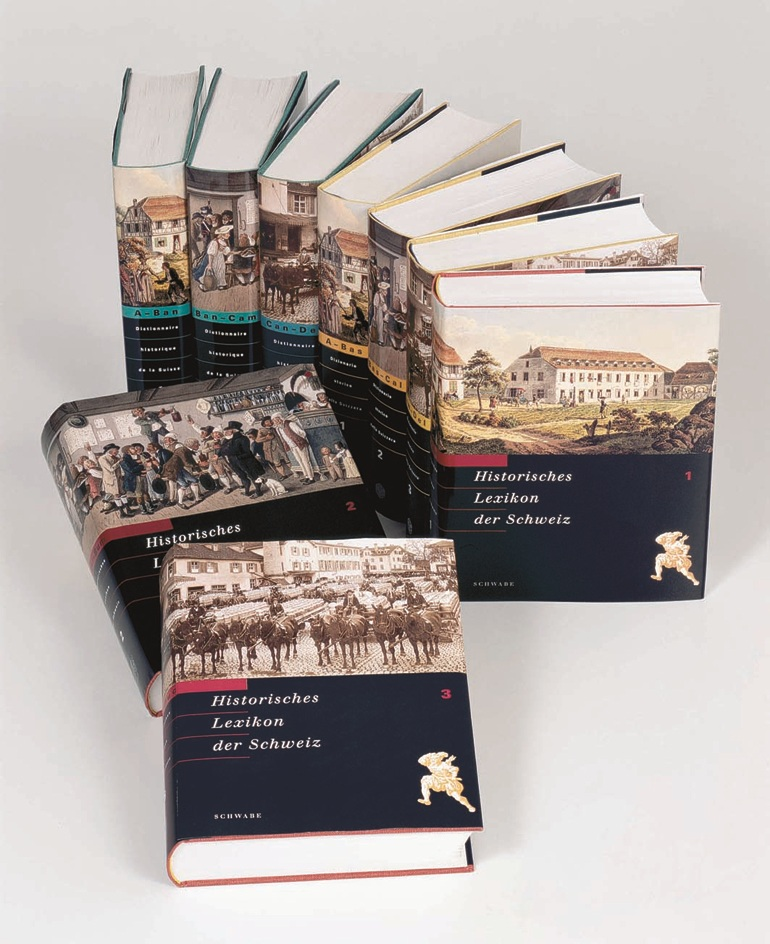
ثلاث مجلدات مطبوعة باللغات الثلاثة الألمانية والفرنسية والإيطالية

قاموس سويسرا التاريخي ((بالألمانية: Historisches Lexikon der Schweiz, HLS)، (بالفرنسية: Dictionnaire Historique de la Suisse, DHS)، (بالإيطالية: Dizionario Storico della Svizzera, DSS)، (بالإنجليزية: Historical Dictionary of Switzerland)) هو موسوعة حول تاريخ سويسرا، تصدرها مؤسسة خيرية تحت رعاية الأكاديمية السويسرية للعلوم الإنسانية والاجتماعية والجمعية التاريخية السويسرية وتمول من منح حكومية، ويعمل فيها 35 موظفا في المقر الرئيسي ومساهمون عددهم 100 مستشار أكاديمي و2500 مؤرخ و100 مترجم.

## النسخة المطبوعة
تصدر هذه الموسوعة بثلاث لغات وطنية في سويسرا وهي الألمانية والفرنسية والإيطالية. صدر عام 2002 منها 13 مجلدا، وصدر المجلد الأخير عام 2014.
تحتوي الموسوعة على 36000 عنوانا، تتضمن:
- سير ذاتية (35٪)
- مقالات حول العوائل والأنساب (10٪)
- مقالات حول الأماكن (30٪)
- مقالات حول مواضيع مختلفة حول الحوادث والظواهر التاريخية والمؤسسات والمصطلحات (25٪)

## النسخة الإلكترونية
تتوفر نسخة إلكترونية من الموسوعة منذ عام 1998، وهي مجانية وسهلة الطبع.

## نسخة لغة
صدرت نسخة بالرومانشية تحت اسم ((Lexicon Istoric Retic (LIR) من مجلدين وتحتوي مقالات غير موجودة في اللغات الأخرى. صدر المجلد الأول عام 2010 وصدر المجلد الثاني عام 2012.

## روابط خارجية
- DHS/HLS/DSS نسخة إلكترونية باللغات الألمانية والفرنسية والإيطالية
- Lexicon Istoric Retic (LIR) نسخة باللغة الرومانشية